# Фернандо де ла Серда (сеньор де Лара)
Фернандо де ла Серда (исп. Fernando de la Cerda; 1275—1322) — кастильский аристократ, старший королевский майордом (1320). Младший сын инфанта Фернандо де ла Серда, сына Альфонсо X Кастильского, и Бланки Французской, дочери короля Людовика IX Святого.
Сеньор-консорт де Лара с 1315 года, благодаря своему браку с Хуаной Нуньес де Лара по прозвищу Паломилья.

## Семейное происхождение
Младший сын инфанта Фернандо де ла Серда (1255—1275) и Бланки Французской (1253—1320/1322). По отцовской линии он был внуком короля Альфонсо X Кастильского и королевы Виоланты Арагонской, а по материнской линии — внук короля Франции Людовика IX и королевы Маргариты Прованской. Его старший брат — Альфонсо де ла Серда.

## Биография
Он родился в 1275 году, а его отец, инфант Фернандо де ла Серда, который был старшим сыном и наследником короля Альфонсо X, скончался в Сьюдад-Реаль 25 июля 1275 года.
В 1308 году Фернандо де ла Серда женился на Хуане Нуньес де Лара, которая была дочерью Хуана Нуньеса I де Лара, сеньора де Лара, и Терезы де Аро. Хуана Нуньес де Лара, супруга Фердинанда де ла Серда, была вдовой инфанта Энрике Кастильского Сенатора, сына короля Кастилии Фердинанда III, в 1315 году стала сеньорой де Лара, а также Лермы, Эрреры и Дуэньи.
Есть свидетельства того, что в апреле 1320 года он занимал должность старшего майордома (дворецкого) короля Альфонсо XI Кастильского, которому предшествовал знаменитый магнат и писатель Хуан Мануэль, который был внуком короля Фердинанда III Кастильского. Его сменил на этой должности инфант Филипп Кастильский, сын короля Санчо IV Кастильского и королевы Марии де Молины.
Фернандо де ла Серда скончался в 1322 году. Он был похоронен в монастыре Сан-Пабло в Бургосе.

## Брак и дети
Фернандо де ла Серда женился около 1308 года на Хуане Нуньес де Лара (1286—1351), дочери Хуана Нуньеса I де Лара (? — 1294) и Терезы Диас де Аро (? — до 1254), и в результате его брака родились следующие дети:
- Хуан Нуньес III де Лара (1313—1350), сеньор де Лара и сеньор-консорт Бискайи по браку с Марией Диас де Аро, которая была сеньорой Бискайи. Мария Диас де Аро была дочерью Хуана Одноглазого и Изабеллы Португальской. Кроме того, Хуан Нуньес де Лара был альфересом и старшим майордомом короля Альфонсо XI Кастильского и скончался в Бургосе 28 ноября 1350 года, будучи похоронен вместе со своим отцом в монастыре Сан-Пабло-де-Бургос.
- Бланка Нуньес де Лара (ок. 1311—1347), муж с 1329 года Дон Хуан Мануэль (1282—1348), внук короля Кастилии Фердинанда III. Одна из дочерей обоих, Хуана Мануэль, была королевой Кастилии, выйдя замуж за короля Энрике II, и сделала своего деда предком всех королей Испании.
- Маргарита де Лара (? — ок. 1373), монахиня в монастыре Санто-Доминго-де-Калеруэга.
- Мария де Лара (1315—1379), 1-й муж с 1335 года Карл д’Этамп (1305—1336), 1-й граф Этампа, 2-й муж с 1336 года Карл II де Алансон (1297—1346), внук короля Франции Филиппа III Смелого.